# 7,5 cm leichtes Infanteriegeschütz 18
7,5 cm leichtes Infanteriegeschütz 18 (7,5 cm le.IG 18) – niemieckie działo piechoty kalibru 75 mm używane przez Wehrmacht w okresie II wojny światowej. Armata została zaprojektowana w 1927 w zakładach Rheinmetall.

## Informacja ogólna
W wersji podstawowej (le.IG 18) załoga była chroniona przez tarczę pancerną. Produkowano także wersję górską tej armaty 7,5 cm leichtes Gebirgsinfanteriegeschütz 18 rozkładaną na 10 części, z których najcięższa ważyła 74,9 kg. Górskie bataliony były zazwyczaj wyposażone w dwa działa tego typu.
W 1939 wyprodukowano 6 armat 7,5 cm le.IG 18F przeznaczonych dla wojsk powietrznodesantowych. Mogły być one rozłożone na cztery części po 140 kg. Charakteryzowały się mniejszymi kołami i brakiem tarczy pancernej. Istniała także wersja znana jako 7,5 cm Infanteriegeschütz L/13, będąca zmodyfikowaną odmianą le.IG 18 rozkładaną na cztery lub sześć części. Wyprodukowano około 12 tys. sztuk,

## Galeria

### Podczas wojny

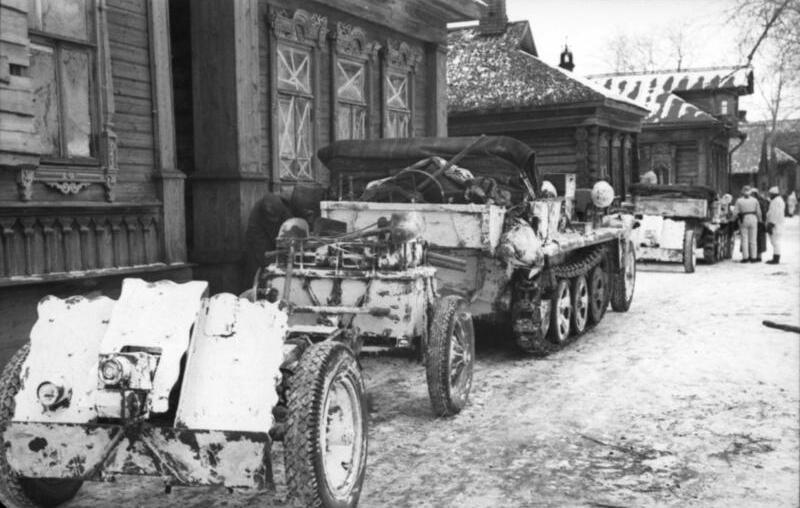
Na froncie wschodnim zimą (1941) ...
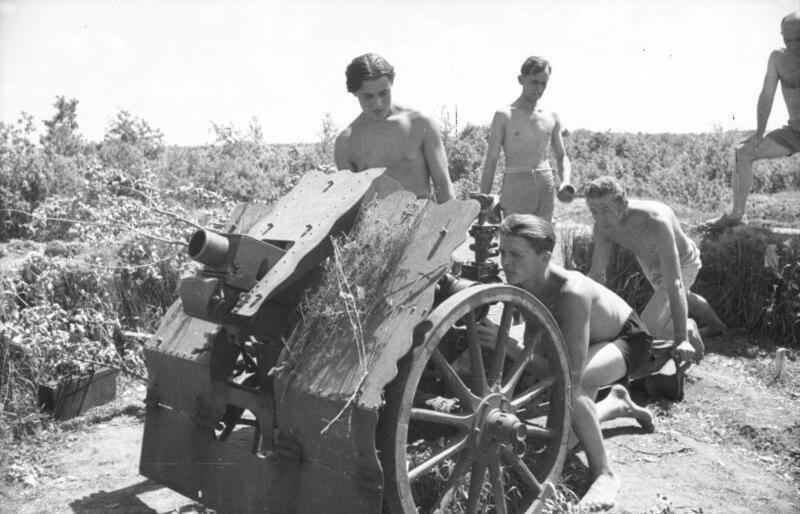
... i latem (1943).
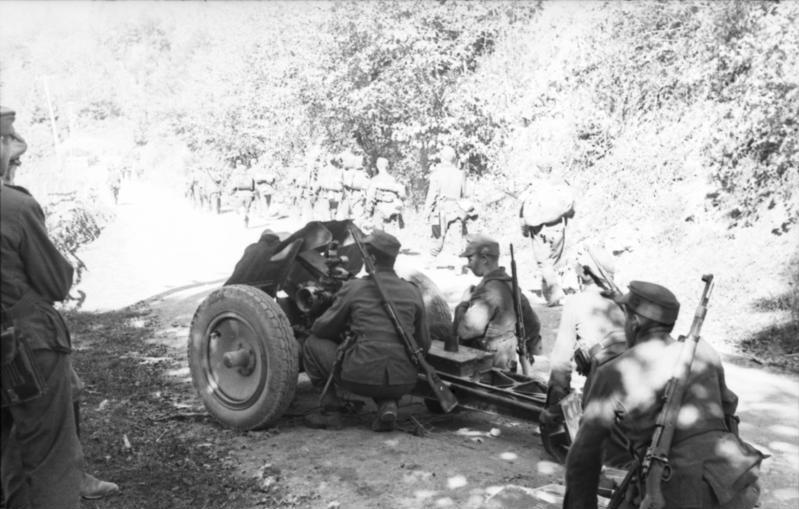
Na Bałkanach (Albania 1943) ...
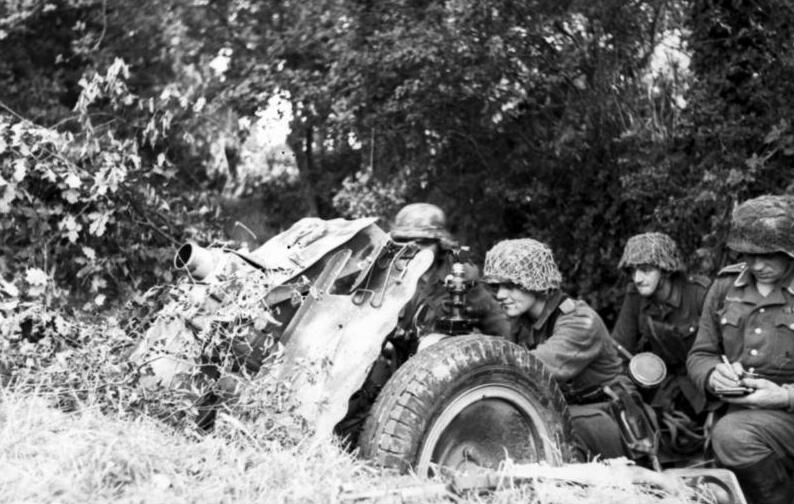
... i na froncie zachodnim (Francja 1944).

### Zachowane egzemplarze

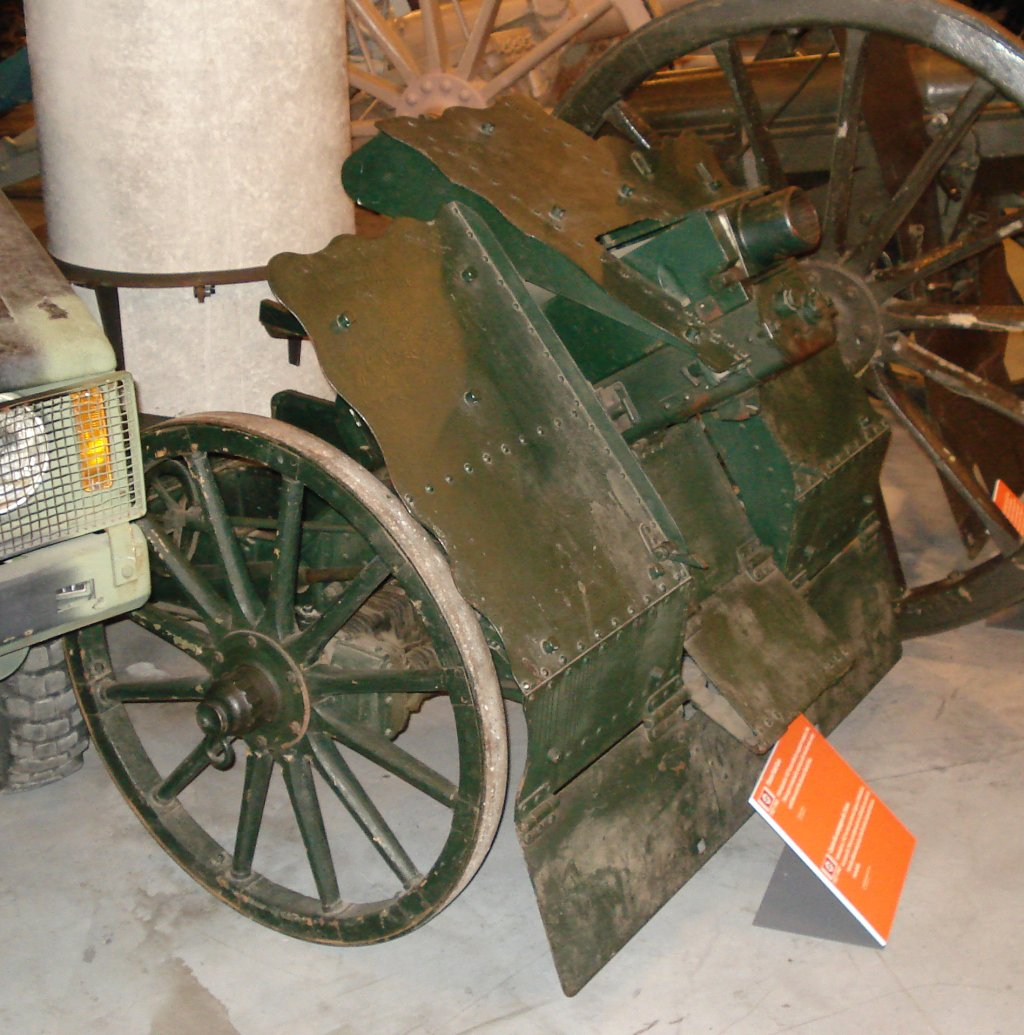
Kanadyjskie Muzeum Wojny (Canadian War Museum) w Ottawie - widok działa z boku ...
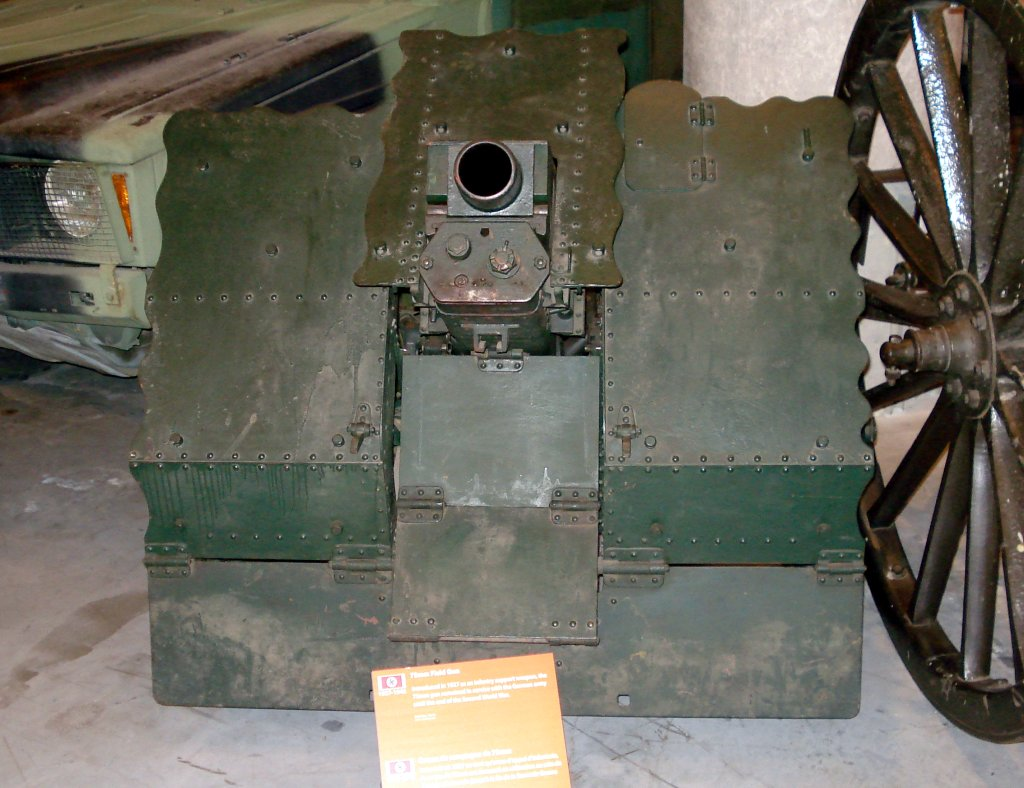
... i z przodu.
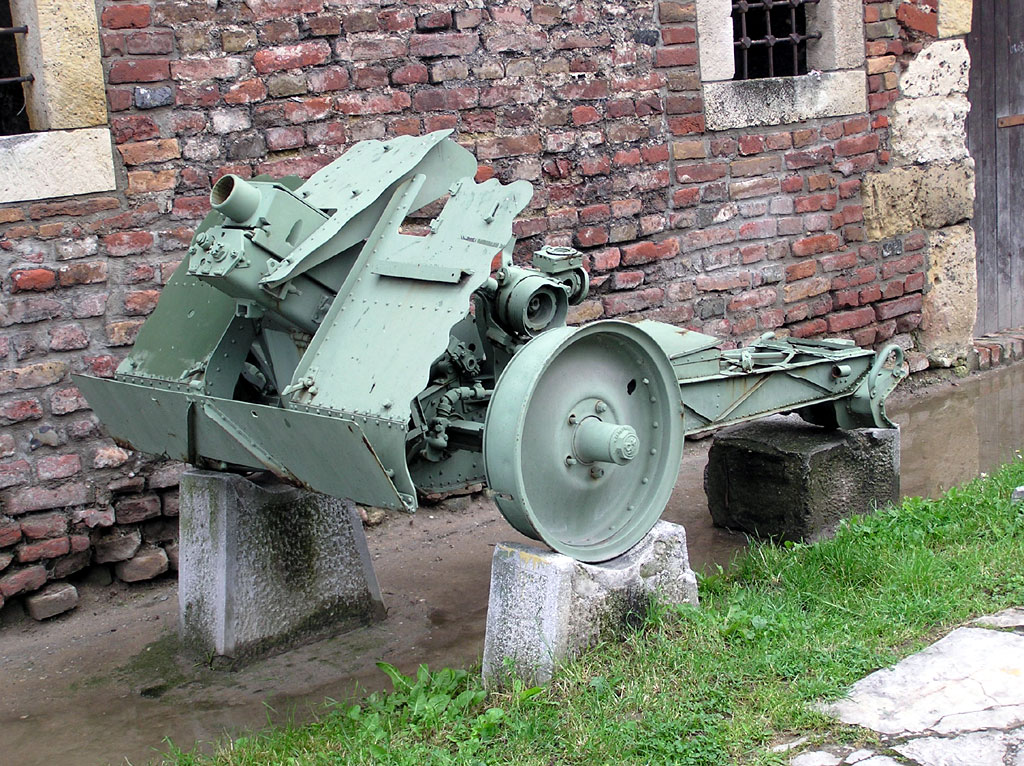
Muzeum Wojskowe w Belgradzie, Serbia.
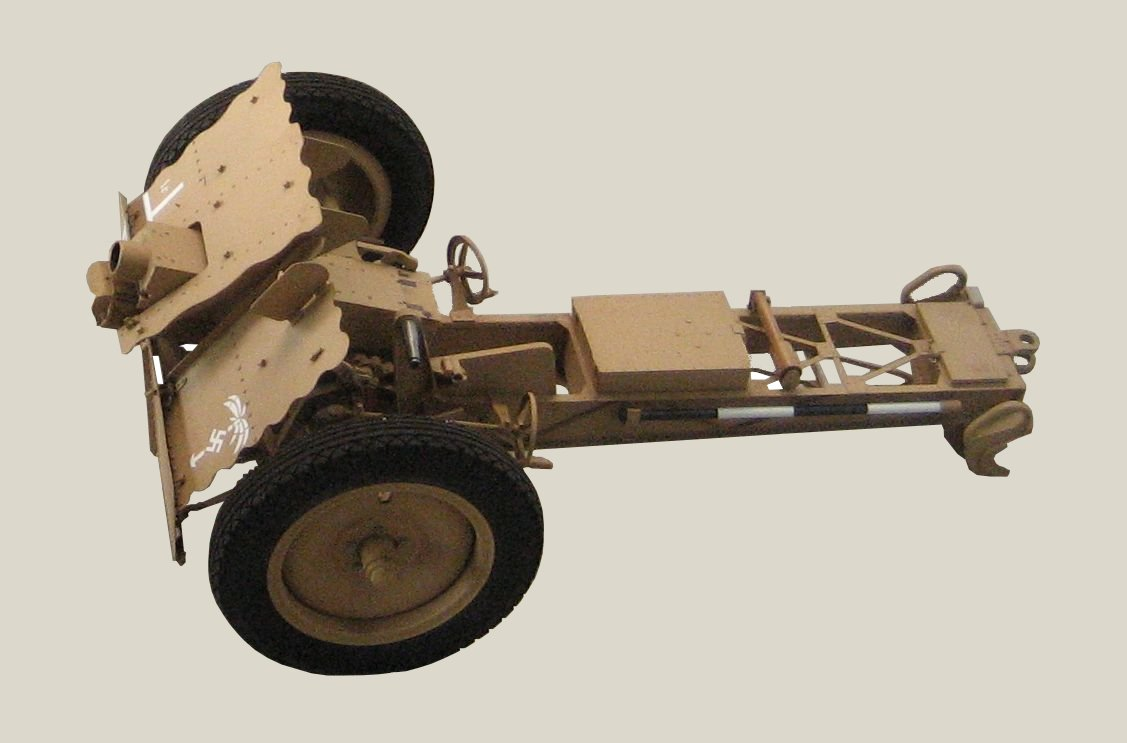
Narodowe Muzeum II Wojny Światowej (National World War II Museum) w Nowym Orleanie, USA; działo w barwach Afrika Korps.